# Meadia roseni
Meadia roseni is een straalvinnige vissensoort uit de familie van kuilalen (Synaphobranchidae). De wetenschappelijke naam van de soort is voor het eerst geldig gepubliceerd in 1991 door Mok, Lee & Chan.